# كلود مورياك
كلود مورياك (بالفرنسية: Claude Mauriac)‏ (1914 - 1996)، هو كاتب روائي وصحافي فرنسي، من أسرة عريقة في الأدب، فوالده هو الروائي فرنسوا مورياك، وقد مارس كلود إلى جانب كتابة العديد من الروايات الكتابة الصحفية من خلال كبريات صحف فرنسا مثل: «لوفيغارو» و«لوموند» و«الإكسبريس» و«لوماتان».

## وصلات خارجية
- كلود مورياك على موقع IMDb (الإنجليزية)
- كلود مورياك على موقع الموسوعة البريطانية (الإنجليزية)
- كلود مورياك على موقع روتن توميتوز (الإنجليزية)